# Roodt-sur-Syre
Pour les articles homonymes, voir Roodt.
Roodt-sur-Syre ou Roodt-sur-Syr (luxembourgeois :  Rued-Sir) est une section de la commune luxembourgeoise de Betzdorf située dans le canton de Grevenmacher.
Comme son nom l'indique, elle est située sur la Syre, un affluent de la Moselle.
En 2011, un cimetière forestier a été aménagé aux abords de la localité.